# Songs You Make at Night
Songs You Make at Night — шестой студийный альбом британской фолк-рок группы Tunng, изданный 24 августа 2018 года на студии Full Time Hobby.

## Отзывы
| Совокупная оценка | Совокупная оценка |
| Источник          | Оценка            |
| ----------------- | ----------------- |
| Metacritic        | 82/100            |
| Оценки критиков   |                   |
| Источник          | Оценка            |
| AllMusic          | [ 5 ]             |
| Blurt             | [ 6 ]             |
| Exclaim!          | 8/10              |
| MusicOMH          | [ 8 ]             |
| PopMatters        | 9/10              |

Альбом получил положительные отзывы музыкальной критики и интернет-изданий. Songs You Make at Night получил оценку 82 из 100 на агрегаторе рецензий Metacritic, основанную на 10 отзывах критиков, что свидетельствует о «всеобщем одобрении».
Агрегатор Album of the Year присвоил альбому 77 балл из 100 на основе консенсуса критиков из 11 рецензий.
Фред Томас из AllMusic сказал в рецензии, что «на альбоме удалось создать ту же мечтательную атмосферу, которая характерна для лучших работ группы, но для этого нужно двигаться вперёд, а не возвращаться к проверенным формулам. По-прежнему украшенный тщательно отобранными сэмплами и плавающими звуковыми фрагментами, Songs You Make at Night отбрасывает большую часть акустических корней группы, заменяя их резиновыми синтезаторными басами, электронными битами и призрачными пассажами Fender Rhodes и струнами гитар».

## Список композиций
| №   | Название       | Длительность |
| --- | -------------- | ------------ |
| 1.  | «Dream In»     | 4:39         |
| 2.  | «ABOP»         | 4:33         |
| 3.  | «Sleepwalking» | 3:45         |
| 4.  | «Crow»         | 3:45         |
| 5.  | «Dark Heart»   | 4:15         |
| 6.  | «Battlefront»  | 2:56         |
| 7.  | «Flatland»     | 3:31         |
| 8.  | «Nobody Here»  | 5:31         |
| 9.  | «Evaporate»    | 2:55         |
| 10. | «Like Water»   | 4:35         |
| 11. | «Dream Out»    | 1:57         |

## Чарты
| Чарт (2018)                       | Высшая позиция |
| --------------------------------- | -------------- |
| Шотландия (Scottish Albums Chart) | 69             |